# ورطه (فیلم ۱۹۱۰)
ورطه (دانمارکی: Afgrunden) یک فیلم صامت درام به کارگردانی اوربان گاد محصول سال ۱۹۱۰ سینمای دانمارک است. آستا نیلسن با ایفای نقشی طبیعی در این فیلم شهرت یافت و فیلم به‌خاطر بی‌پروایی اروتیک در نروژ و سوئد سانسور شد.